# الجبهة الوطنية (إيران)
حزب الجبهة القومية الإيرانية (بالفارسية: جبهه ملی ایران) ، هي حركة سياسية في إيران، والذي كان مؤسسها محمد مصدق رئيس وزراء إيران، واستمر في منصبه إلى أنه تعرض للانقلاب سنة 1953م بدعم من المخابرات الأمريكية.

## لغويا
اسم هذا الحزب باللغة الفارسية هو «جبهه‌ی ملی إیران»، والذي يترجم الصحيح إلى العربية «الجبهة القومية الإيرانية». كلمة «ملی» باللغة الفارسية تعادل كلمة "National" في اللغة الإنجليزية، ولكن ليس كلمة "Patriotic". لأنه في الفارسية، تعني كلمة «میهنی» "Patriotic" وليس «ملی». يترجم كلمة «ملی» إلى اللغة العربية «قومي». في السياسة الإيرانية، هناك فرق جوهري بين «الوطني» (میهنی) و «القومي» (قومی).
لعبت الجبهة القومية الإيرانية دوراً رئيسياً في تأميم صناعة النفط الإيرانية، وهي أهم حزب قومي في إيران. الشعار الرئيسي لهذا الحزب هو «تعزيز السيادة القومية الإيرانية» (بالفارسية: استواری حاکمیت ملی ایرانی). أكد دستور الحزب على تعزيز وتقوية القومية الإيرانية في المجتمع ومنع ضعفها.
العديد من الأحزاب اليسارية الإيرانية تصف نفسها بأنها «میهنی» (وطني). الفرق بين الأحزاب الوطنية الإيرانية (بالفارسية: احزاب میهنی ایران) والأحزاب القومية الإيرانية (بالفارسية: احزاب ملی ایران) هو أن الأحزاب الوطنية تتفق مع حقوق الأقليات، لكن الأحزاب القومية تعارض بشدة. الجبهة القومية الإيرانية، وفقًا لدستورها، تعارض حقوق الأقليات العرقية واللغوية، لكن القوات الوطنية الإيرانية متفق عليها. هذا فرق وطني (میهنی) وقومي (قومی) في إيران.

## إنشاء الحزب
أسس الحزب الذي يقوده محمد مصدق سنة 1949م.

## وصلات خارجية
- National Front official website (Iran)
- National Front website (USA)
- National Front website (Europe)